# Rue de Braque
Pour les articles homonymes, voir Braque.
La rue de Braque est une rue de Paris située en plein cœur du quartier du Marais dans le 3e arrondissement.

## Situation et accès
Elle est située perpendiculairement à la rue du Temple et à la rue des Archives, parallèlement entre les rues Rambuteau et des Haudriettes.
La rue de Braque fait partie de l'ancien quartier de la Ville Neuve du Temple, quartier de Sainte-Avoye dans le Haut-Marais, ancien domaine du Temple de Paris après son acquisition en 1180 auprès de Philippe Auguste, roi de France.
Ce site est desservi par les stations de métro Rambuteau, Arts et Métiers et Hôtel de Ville.

## Origine du nom
Elle doit sa dénomination à la famille de Braque qui habitait dans cette rue au XIVe siècle. Arnould de Braque y fit bâtir, en 1348, une chapelle et un hôpital. Germain de Braque était échevin de la ville de Paris en 1447.

## Historique

### Des origines auXIIIesiècle

#### Origines

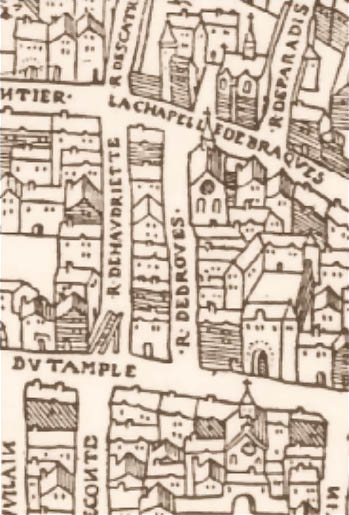
La rue de Braque en 1552 (au centre) avec la chapelle de Braque au nord de la rue et l’échelle de justice du Temple, rue des Haudriettes.

La rue de Braque fut ouverte par les Templiers à la fin du XIIIe siècle. Elle fait partie dès lors du nouveau quartier de Paris, la Ville-Neuve du Temple, que les Templiers viennent de créer entre l’enceinte de Philippe Auguste et l’enclos du Temple.
Cette rue longe l’enceinte et relie la rue Sainte-Avoye (devenue la rue du Temple) à la rue du Chaume (devenue la rue des Archives).
Les Templiers y installèrent deux étals de boucherie en 1182.
Elle porta les noms de rue :
- « rue des Boucheries du Temple »,
- « rue des Boucheries »,
- « rue aux Bouchers du Temple »,
- « rue des Bouchers »,
- « rue des Boucheries de Braque »,
- « rue de la Chapelle de Braque ».

Le nom que la rue porte aujourd’hui est celui de la famille de Braque, propriétaire des terrains du quartier, qui habitèrent dans cette rue au XIVe siècle, et y firent bâtir la chapelle de Braque, détruite au XVIIe siècle.
Voici ce que disait Charles Lefeuve au XIXe siècle sur cette rue :

« Une poterne servait de limite à la ville, dans l’enceinte de Philippe Auguste, à l’endroit où Arnoul de Braque, en 1348, fit bâtir la chapelle et l’hôpital de la Merci, dont il subsiste un édifice, que nous retrouverons en parlant de la rue du Chaume, et des débris à l’un des angles formés par cette rue et celle de Braque.

La famille de ce nom, dont faisait partie Germain Braque, échevin sous Charles VII, avait sa sépulture à la Merci ; mais, avant de se nommer comme elle, la rue s’était appelée des Boucheries-du-Temple, à cause d’une boucherie qu’en 1182 y avaient établie les chevaliers de cet ordre, dont les droits seigneuriaux étaient encore perçus par la commanderie du Temple en 1789. Cette voie publique, au surplus, a vieilli sans changer grand-chose à la disposition extérieure de ses deux rives depuis la fin du règne de Louis XIV ; à cette époque, la Ville, par une prodigalité exceptionnelle, entretenait presque une lanterne par maison, pour éclairer aux habitants de la rue ; il est vrai que, comme on va voir, la qualité expliquait, le crédit des dix propriétaires de ce temps-là. »

Dans l'Histoire de Paris depuis le temps des Gaulois jusqu’à nos jours de Théophile Lavallée, nous retrouvons :

« Rue de Braque. Il y avait là une porte de Paris, près de laquelle un bourgeois, Arnoul de Braque, fit construire une chapelle et un hospice en 1348. Marie de Médicis, en 1613, y transféra les religieux de la Merci. On sait que ces religieux aux trois vœux ordinaires de religion joignaient celui “de sacrifier leurs biens, leur liberté et leur vie pour le rachat des captifs”.

Ce couvent et son église furent rebâtis au XVIIIe siècle, au coin de la rue du Chaume : ils sont aujourd’hui à demi-détruits. La grande salle du couvent a servi de théâtre pendant la Révolution. »

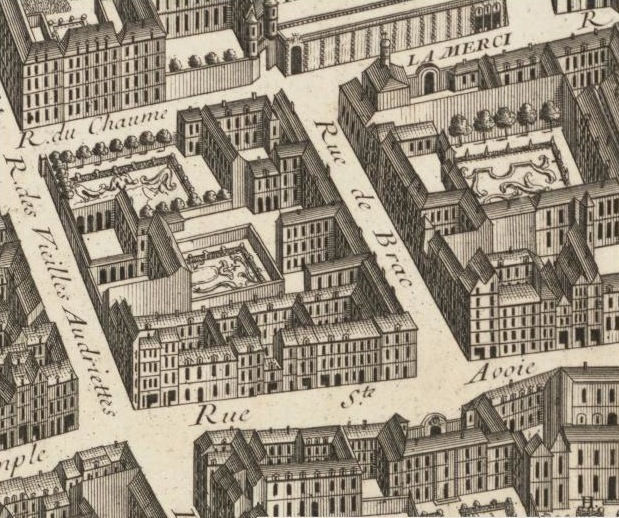
La rue de Braque en 1739, plan de Turgot.

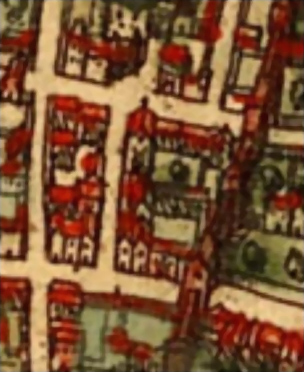
Rue de Braque, en 1569, plan de Munser.
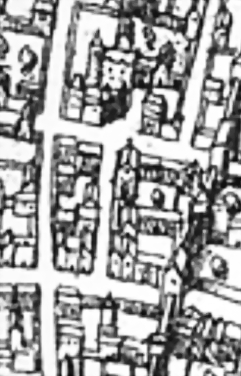
Rue de Braque, en 1572, plan de Braun.
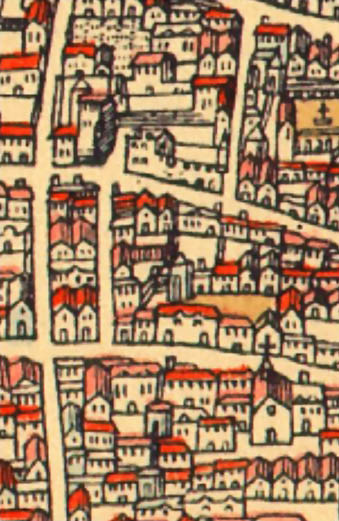
Rue de Braque, en 1575, plan de Belleforest.
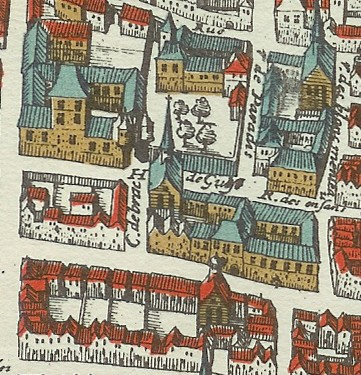
Rue de Braque, en 1615, plan de Mérian.

#### Les Boucheries du Temple

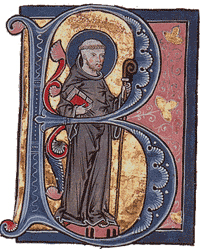
Lettrine du XIIIe siècle représentant Bernard de Clairvaux.

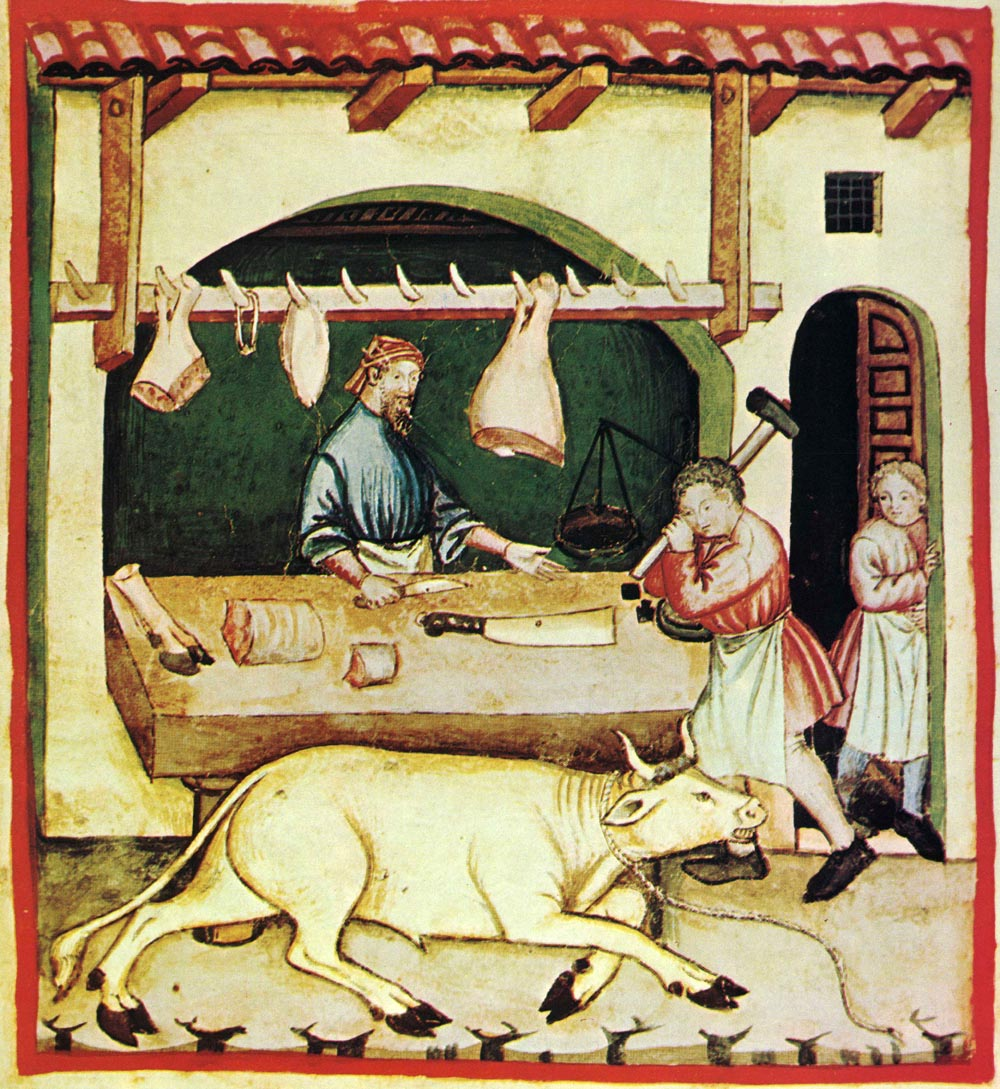
Boucherie au XIVe siècle.

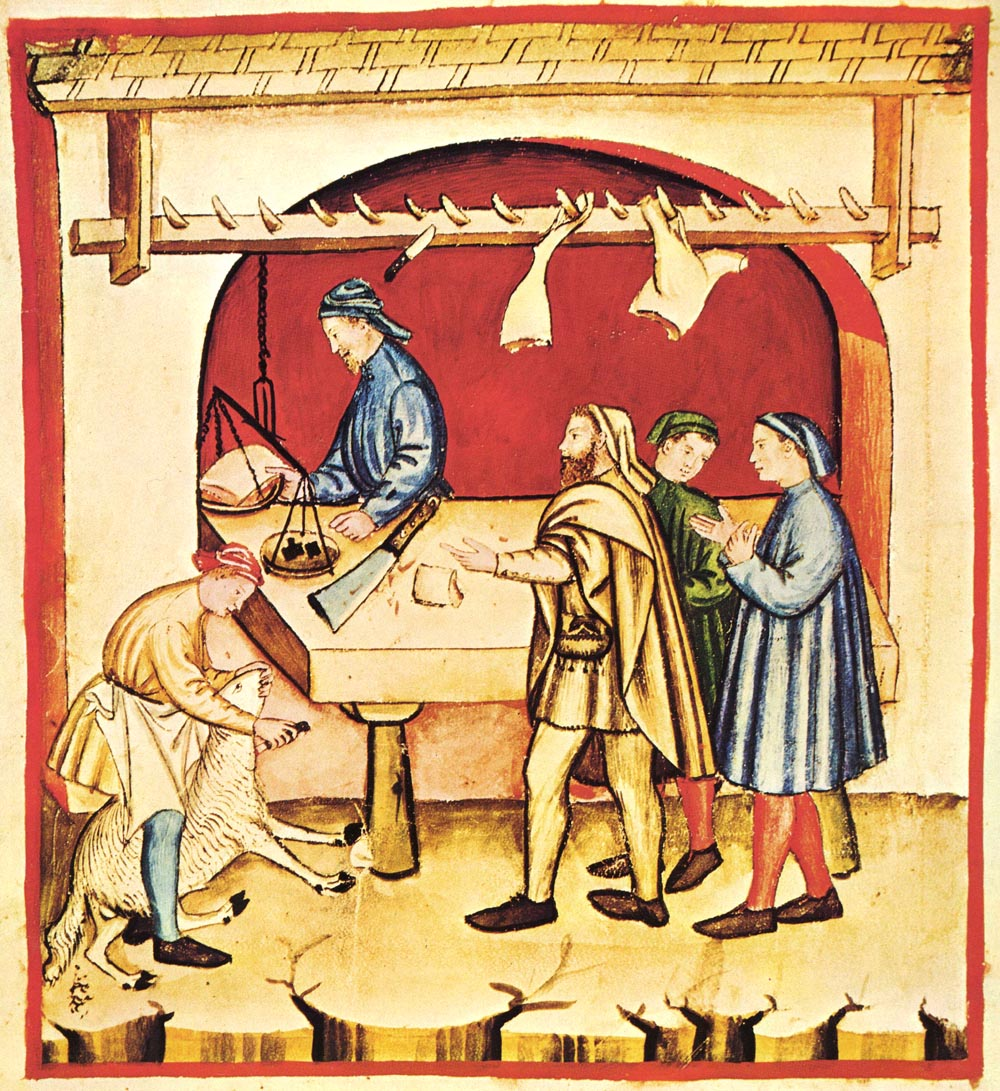
Boucherie au XIVe siècle.

On retrouve trace des Boucheries établies par les Chevaliers de l’ordre du Temple dans divers textes et Archives :

« Contre les murs du Temple, à l’entrée de la rue de la Corderie, est une boucherie composée de trois étaux. Les Templiers l’avoient établie dans la rue de Braque, qui, pour cette raison, fut nommée pour lors, & long-temps après, tantôt la rue des Boucheries, tantôt la rue aux Bouchers du Temple, & tantôt la rue aux Boucheries de Braque. Dans la suite on la transporta dans la rue du Temple. Dès son établissement, les Bouchers de la grande boucherie voulurent l’empêcher, & prétendirent que personne n’en pouvoit tenir sans leur consentement. Il y a un procès qui fut terminé en 1182 en faveur des Templiers, à la charge que cette Boucherie n’auroit que deux étaux, larges chacun de douze pieds. Cela se voit dans les Lettres-Patentes qui sont dans les Cartulaires du Temple & des Bouchers. Sauval ajoute qu’on apprend par une Sentence du Châtelet, de l’an 1422, qu’à la rue du Temple, étoient l’Hôtel & la boucherie de Jean Testars ; mais on ne sait si cette Boucherie faisoit partie de celle des Templiers, ou si elle en étoit différente. On ne sait pas même en quel tems on a ajouté un troisième étal à celle du Temple. »

« La boucherie du Temple fut établie par les Templiers. Ils transigèrent à ce sujet avec les bouchers de la Porte-Paris en 1182, selon Félibien, mais seulement en 1282 selon Lamarre que je crois avoir été mieux informé. Elle étoit rue de Braque et se composoit de deux étaux seulement. »

En 1642, la rue des Boucheries comptait encore onze bouchers et quatre charcutiers.

### XIVeauXVIIIesiècle
Elle est citée sous le nom de « rue de Bracque » dans un manuscrit de 1636 dont le procès-verbal de visite, en date du 22 avril 1636, indique : « pleine de boues et d'immundices ».

#### La famille de Braque
Seigneurs de Châtillon la Guichardière, en Normandie, Généralité de Rouen : famille maintenue dans sa noblesse le 22 janvier 1669.
Armes : d’azur, à une gerbe de blé d’or, liée de même.
Ses membres les plus célèbres sont :
- Arnoul de Braque, bourgeois de Paris ;
- Nicolas de Braque, chevalier et conseiller du Roi, marié à dame Jeanne du Tremblay ;
- Jeanne de Braque, fille de Nicolas de Braque et de Jeanne du Tremblay.

La famille de Braque, au XIVe siècle possédait de nombreuses parts du quartier, comme l’indique Pierre Thomas Nicolas Hurtaut en 1779 :

« Elle a pris le nom de Braque, qu’elle porte encore aujourd’hui, d’un Hôpital et d’une Chapelle qu’Arnoul de Braque, Bourgeois de Paris, y fit bâtir en 1348, & d’un Hôtel que Nicolas Braque son fils, & Maître d’Hôtel du Roi Charles V, fit construire dans la rue du Chaume. La fortune enrichit & éleva va tellement ce Nicolas Braque, qu’il donna son nom à une partie de ce Quartier ; car, outre l’hôpital de Braque & l’hôtel de Braque, il y avoit encore la fontaine de Braque, la porte de Braque & le jeu de paume de Braque qui étoit dans la rue du Temple. De tous ces lieux, il n’y a que la rue qui en ait retenu le nom. »

##### Nicolas I Braque
Nicolas Braque, de souche auvergnate, fut trésorier de Jean le Bon au XIVe siècle. Il est probablement né dans les années 1310. Il est le père de Jean, né en 1341, et parent d’Arnoul (père ou frère).
En janvier 1350, à la demande de Jean le Bon, le chapitre nomme chanoine de Notre-Dame Jean Braque, âgé de neuf ans. Le notaire du chapitre consigne dans le registre capitulaire que si le nouveau chanoine est peu âgé, il paraît plus que son âge.

##### Arnoul de Braque
Arnoul de Braque fut changeur à Paris. Il aurait suivi aux croisades son parent, Mathieu de Montmorency (Mathieu II de Montmenrency-Bouqueval épousa Jeanne Braque), avant de fonder en 1348 à Paris une chapelle et un hôpital, sous l’invocation de Notre-Dame de Braque, dans l’actuelle rue de Braque.
Arnoul de Braque fut anobli au mois d’août 1339, avec permission de prendre enseigne de chevalier, par lettres données au bois de Vincennes : il était seigneur de Châtillon-sur-Loing. Cet Arnoul de Braque, possesseur de deux fiefs, l’un à Stains, et l’autre à Champigny-sur-Marne, fut anobli par le Roi Philippe de Valois en 1339, par lettres rapportées, comme nous venons de le dire, par M. d’Hozier, dans son Armorial de France. Par les fondations qu’il a faites, il paraît qu’il avait de grands biens. Sa femme se nommait Jacqueline.
Cet hôpital de Braque fut édifié et financé par les membres de sa famille, au premier rang desquels se trouve son fils Nicolas, chanoine de Notre-Dame,,.

##### Nicolas II Braque
Nicolas Braque (1366-1408), troisième fils d’Arnaud de Braque, éleva sa famille à un bien plus haut degré d’honneur que tous ses frères. Il devient à l’âge de 12 ans, en 1378, chanoine de Notre-Dame de Paris. Il fut seigneur de Chatillon-sur-Loing, de Saint-Maurice-sur-Labron, de Nogent-sur-Seine, de Croissy et de Croquetaine-en-Brie, de Choisy-aux-Loges dans le Gâtinais et de beaucoup d’autres lieux. Il fut créé chevalier, maître des Requêtes, gouverneur des villes et châteaux de Morel et de Montargis, chambellan du Roi Charles V et ambassadeur plénipotentiaire en plusieurs occasions importantes.
Il fut aussi conseiller du roi et membre de la cour des Aides.
Il épousa en premières noces Jeanne du Tremblai, et en secondes Jeanne le Bouteiller de Senlis. Il n’eut point d’enfants de cette dernière ; mais il eut de la première :
- Blanchet et Nicolas Braque,
- Jeanne Braque, dame de Choisy, femme de Jean de l’Hôpital.

D’elle descendent les seigneurs de Choisy, de Vitry, du Hallier et de Sainte-Mesmes.

##### Jean Braque (1341-1375)
Il est le fils de Nicolas I, trésorier du royaume. En 1350, il devient chanoine à Notre-Dame de Paris ; en 1370, chanoine à Orléans avant d’être évêque de Troyes.

##### Pierre de Braque
Seigneur de Blemur, il vivait en 1488, et avait épousé Louise des Claux. Il était le trisaïeul de Louis de Braque, chevalier, seigneur du Parc, capitaine dans le régiment des Vaisseaux, marié à Antoinette de Line, dont entre autres enfants, Anne-Margueritte de Braque, née le 20 janvier 1678, reçue à Saint-Cyr au mois de mai 1687.

##### La chapelle de Braque et l’hôpital de Braque
Une épitaphe dans l’église de Saint-Merry indique que Mgr Jean de L’Opital, époux de que Madame Jeanne de Braque, fille de Mgr Nicolas de Braque, fut enterré dans la Chapelle de Braque :

« Épitaphe à la mémoire de l’honorable et puissant seigneur Mgr Jean de L’Opital conseiller du Roy Jean, Capitaine des Arbalétriers de France dès l’an 1350. »

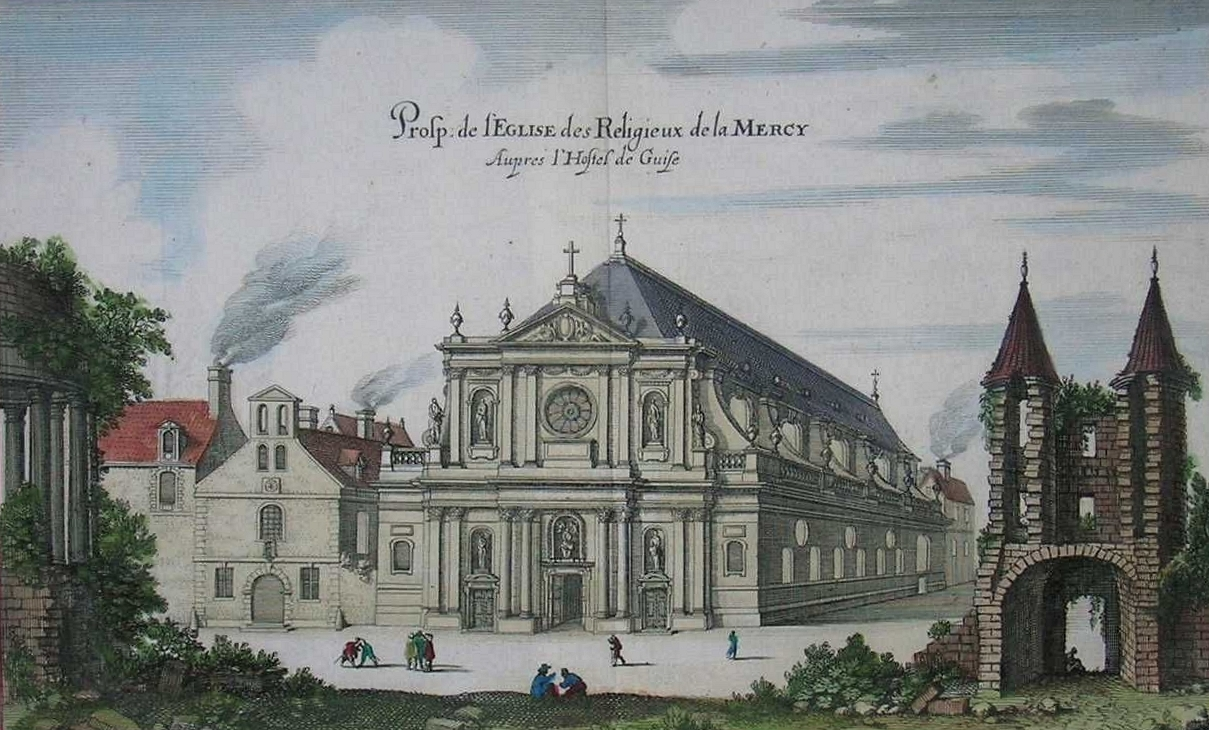
L’église des religieux de la Mercy en 1655, par Matthäus Merian.

Ledit Mgr Jean de l’Opital, fils de Mgr Frederic de L’Opital et de Madame Marie d’Anjou fille de Mgr Philippe d’Anjou prince de Tarente : « Le dit Mgr Jean de l’Opital fut, premièrement Seigneur de Choisy en l’an 1364, à cause de Madame Jeanne de Braque sa femme, fille de Mgr Nicolas de Braque Chevalier et Conseiller du Roy et de Dame Jeanne du Tremblay sa première femme, enterré en la Chapelle de Braque. »
« Lesd. Seigneur et Dame de Choisy sont enterrés en la Chapelle de St Anne en l’église de céans dès l’an 1380. »

#### L’église et le couvent de la Mercy
- Église, couvent et hôpital où s’établirent les religieux de Notre Dame de la Rédemption des Captifs de la Merci, à la demande de Marie de Médicis, reine de France.

Charles Lefeuve raconte en parlant de la rue du Chaume dont l’église et le couvent de la Mercy font l’angle avec celle de Braque :

« Un accord fut passé, en l’année 1370, entre messire Matthieu de Rocquencourt, prêtre, chevalier, maître d’hôtel de Charles V de France, au nom et comme gouverneur de la chapelle de Braque, et frère Luc Pasquier, procureur des religieux de l’hôpital du Temple, à l’égard des droits seigneuriaux qui d’origine grevaient cette chapelle au profit de la Commanderie. On élevait alors la Bastille, et la ceinture de la ville s’élargissait de ce côté, en supprimant l’enceinte qui, depuis deux siècles à-peu-près, se restreignait à l’angle des futures rues de Paradis et du Chaume, point sur lequel Philippe le Bel avait fait pratiquer la porte de Braque ou du Chaume. La voie qui nous occupe paraît avoir porté, outre sa dénomination, celle de Grande rue de Braque jusqu’au XVIe siècle ; mais, grâce à Germain Braque, échevin sous Charles VII, les droits de cens sur la chapelle, qu’y avait fondée Arnoul de Braque, son aïeul, se trouvaient amortis à perpétuité, en vertu de lettres patentes du roi, depuis 1447 ; elle était érigée en fief à part. Or Tristan de Rostaing, en 1566, avait acquis de damoiselle Deshayes un hôtel contigu à cette petite église, et une sentence du prévôt de Paris, sous le règne de Henri III, avait ordonné la production des titres de propriété ; par suite, le chevalier Tristan s’était vu condamner à payer diverses sommes au grand prieur de France, seigneur du lieu.
Les choses en étaient là, lorsque la reine Marie de Médicis, qui patronnait les religieux de la Merci, ou de Notre-Dame-de-la-Rédemption-des-Captifs, établis depuis l’année 1316 rue des Sept-Voies, les aida à se transférer dans la chapellenie de Braque. L’ordre de la Merci avait pris naissance, dès 1218, à Barcelone, comme congrégation de gentilshommes qui se consacraient, corps et biens, à racheter des prisonniers de guerre ; donc les états de service de ces chevaleresques rédempteurs, ayant saint Pierre de Nolasque pour modèle, avaient commencé entre la IVe croisade et la Ve ; la règle de saint Augustin leur avait été imposée depuis, sans que toutefois leur ordre de chevalerie s’effaçât sous la discipline monastique. L’église de ces pères succéda, rue du Chaume, à la chapelle de Braque, vers 1631 ; des tronçons de piliers et une porte en survivent, de nos jours, chez un marchand de charbons.
Quant au surplus de leur territoire conventuel, une portion en avait déjà appartenu, Louis XII régnant, à leur gouverneur et chapelain, révérend père en Dieu messire Charles de Hautihois, évêque de Tournay. L’adjonction de la moitié de l’ancien hôtel Rostaing, dit de Sourdis au risque d’être confondu avec l’hôtel pareil de la rue Charlot, vint donner sa plus grande extension au domaine de ces religieux. Le marquis de Mesmes et celui de Ravignan possédaient le reste de ladite propriété, avant son annexion à l’hôtel des recettes générales. Le premier président de Mesmes avait eu, pour sa part, les mêmes vendeurs que les pères, pour la leur, c’est-à-dire : Antoine d’Escoubleaux, marquis de Sourdis ; le chevalier du même nom, dernier seigneur de la chapelle de Braque, représentant Anne de Flageot, épouse du comte de Serres ; la comtesse d’Apecher ; Mlle Françoise des Serpents, épouse de Hugues de Chasteauneuf, baron de Rochebrune, et la marquise d’Aligre, lesdites dames d’Aligre, de Château-neuf, d’Apecher et de Serres étant les héritières de leur sœur utérine et consanguine, Marguerite de Rostaing, femme de Flageot, laquelle, avec une autre sœur, Anne de Rostaing, veuve de Réné d’Eseoubleaux de Sourdis, avait hérité de Tristan de Rostaing, leur père. Le no 15, qui fit précisément partie de cet hôtel de Rostaing-Sourdis, sur les dépendances duquel la rue Rambuteau commence son parcours, porte écrit sur un médaillon :

“R. P. de la Merci. Reconstruit de 1727 à 1731. Godeau, architecte.”

Il y avait déjà un siècle et demi que ces révérends pères étaient rue du Chaume, dans la circonscription de la paroisse Saint-Nicolas-des-Champs, lorsque Christophe Dinier, commandeur de l’ordre royal et militaire de Notre-Dame-de-la-Merci, et Jean-Jacques Aubert, docteur en théologie, procureur de ladite communauté, renouvelèrent au comte d’Artois, grand-prieur de France, à cause de sa commanderie du Temple, la reconnaissance censitaire imposée autrefois au sire de Rostaing.
Église et monastère furent mis aux enchères, les 15 brumaire et 9 nivôse an VI. Le réfectoire des pères se transforma bientôt en une salle de spectacle, sous la direction d’un sieur Cabanis. Pendant que Martinville et Barba, qui devinrent l’un journaliste et l’autre libraire, jouaient tout d’abord la comédie au théâtre de la Cité, Lagrenée fils débutait sur la scène de la rue du Chaume, tant comme auteur que comme acteur.
L’autre angle de la rue de Braque appartenait, sous Louis-le-Grand, au président Bailleul. Mais Duvet, médecin de Charles IX et de Henri III, avait fait bâtir la maison. Guy-Patin a dit de ce praticien, mort de l’opération de la pierre :
“Car si la taille l’a fait vivre,

La taille aussi l’a fait mourir.”

Au no 5 grande porte, ornée de mascarons, et vieilles ferrures, servant de rampe à l’escalier, ainsi que de grilles aux croisées. C’est, ma foi, l’ancienne résidence d’André Lefebvre, seigneur d’Ormesson, conseiller au grand-conseil, commissaire de la Chambre ardente ! Ce membre d’une famille de grande robe avait été formé aux belles-lettres par l’abbé Fleury, qui avait composé pour son instruction une Histoire du Droit français ; il eut nombre d’enfants, notamment une fille qu’épousa le chancelier d’Aguesseau et une autre à laquelle s’unit François Feydeau, seigneur du Plessis, maître des requêtes. Celle-ci laissa l’hôtel dont il s’agit au président Feydeau, son fils. La marquise du Quesnoy, née Feydeau, passa ensuite un certain nombre d’années au même endroit ; puis Nicolas Vernier, membre du grand-conseil.
Ne serait-ce pas au 2 que M. France de Croisset avait, un peu plus tard, son cabinet d’histoire naturelle ? Comme le plan de Paris en 1739 ne fait commencer la rue du Chaume qu’au coin de celle de Paradis-au-Marais (voir la notice de cette rue, actuellement des Francs-Bourgeois), en ajoutant à celle de l’Homme-Armé le bras de rue qu’il retranche de la nôtre et où se trouve ce no 2, aussi bien que le no 5, il y a marge pour quelque incertitude. N’en sont pas exempts les cochers, à l’époque même où nous tenons la plume ; lorsqu’ils chargent pour la rue du Chaume, ils oublient une fois sur deux qu’elle prend sa source rue des Blancs-Manteaux, et la faute n’en serait audit plan que si les cochers s’occupaient d’archéologie. »

### La rue de Braque dans la littérature
Victor Hugo, dans Notre-Dame de Paris, évoque la vie de la rue au Moyen Âge :
« Ce jour-là, il devait y avoir feu de joie à la Grève, plantation de mai à la chapelle de Braque et mystère au Palais de Justice. Le cri en avait été fait la veille à son de trompe dans les carrefours, par les gens de Monsieur le prévôt, en beaux hoquetons de camelot violet, avec de grandes croix blanches sur la poitrine. »
Alexandre Dumas situe une action de la Reine Margot dans la rue : « Or, comme au bout du compte maître La Hurière, aubergiste de son état, n’était soldat que par circonstance, cette réflexion le détermina à faire retraite et à chercher un abri à l’angle de la rue de Braque, assez éloignée pour qu’il eût quelque difficulté à trouver de là, avec une certaine certitude, surtout la nuit, la ligne que devait suivre sa balle pour arriver jusqu’à de Mouy. »
Alphonse Daudet évoque de nombreuses fois la rue de Braque dans son roman Fromont jeune et Risler aîné (1874).

### La rue de Braque au cinéma
La rue sert de cadre au film de Franco Zeffirelli, La Traviata.

## Bâtiments remarquables et lieux de mémoire
La rue de Braque possède de nombreux hôtels particuliers et d'anciennes maisons décrites ci-dessous.

### No1: ancienne église des religieux de la Mercy (disparue)
Au no 1 de la rue de Braque s’élevait l’ancienne église des religieux de la Mercy. À la suite de la destruction de l'église à la Révolution, un immeuble de rapport fut bâti à sa place en 1877. Celui-ci abrite désormais un bureau de la sécurité sociale en son rez-de-chaussée.

### No2: ancien hôtel de Bailleul (détruit)
À cette place se situait l’ancien hôtel de Montigny, construit aux XVIIe – XVIIe siècles. Il s’étendait jusqu’à la rue des Haudriettes. Cet hôtel s’appela « hôtel de Navarre », vers 1438, et était habité par Jean d’Aragon, roi de Navarre et sa femme Blanche. La censive était au Temple.
Christophe Luillier, Maître des eaux et forêts, en fut un des propriétaires avant que cela soit Nicolas de Bailleul. Ce dernier donna son nom à l’hôtel. Il fut président du parlement, puis prévôt des Marchand. L'avocat Eugène Protot habita au 3e étage de 1868 à 1871. Arrêté à son domicile le 1er mai 1870 pour ses activités républicaines par le commissaire aux délégations judiciaires, Julien Clément, il tenta de s'échapper et faillit mourir par le tir du policier. Ce grand hôtel fut détruit en 1925 pour donner lieu à une concession EDF de type néo-Marais.

### No3: ancienne maison de Brancas
Maison du XVIe siècle, à pignon, aplatie lors d’une opération de restauration en 1993. L’entrée de cette maison se fait par le no 1 de la rue.

### No4: hôtel de Joseph Le Lièvre de la Grange
L'hôtel Le Lièvre de la Grange est inscrit sur la liste des monuments historiques le 18 novembre 1953. Cet hôtel fut destiné dès sa création à la location. Il est symétrique à l’hôtel du no 6. Construit en 1731-1733 par Pierre Caqué, Maître maçon, pour Marie-Madeleine Le Lièvre de la Grange, famille propriétaire jusqu’en 1814. Le no 4 est le seul à posséder un jardin. L’architecte de cet hôtel est Victor-Thierry Dailly.

### No5: hôtel d’Aymar Jean de Nicolaï, marquis de Goussainville
Ce bâtiment est construit au XVe siècle ; la façade est réhabilitée en 1805. Au centre de la cour, un bâtiment du XVIIe siècle, à pans de bois apparents fait son apparition. Le 5 appartenait à la marquise du Luc, femme d’un lieutenant-général, et ne passait qu’ensuite à Aymar Jean de Nicolaï, marquis de Goussainville, qui demeurait place Royale, comme le dit Charles Lefeuve au XVIIe siècle sur cette rue.

### No6: hôtel de Joseph Le Lièvre de la Grange
L'hôtel qui forme un ensemble avec celui du n° 4 est inscrit sur la liste des monuments historiques le 18 novembre 1953. Présence, fin XIXe - début XXe siècle, de la Maison Nacivet, atelier de photographie, associé à partir de 1900 à la Maison Grimaud du 49, rue Saint-André-des-Arts.

### No7: petit hôtel de Mesmes

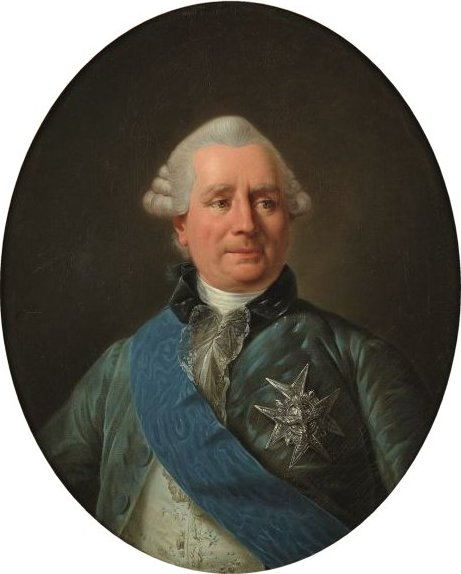
Charles comte de Vergennes.

Le petit hôtel de Mesmes fait partie d’un ensemble plus large appelé « hôtel de Mesmes », appartenant à la famille de Mesmes qui s’était établie dans le quartier du Temple à la fin du XVIe siècle.
Charles comte de Vergennes, ministre des Affaires étrangères de Louis XVI, intendant général des finances et neveu du ministre de Louis XVI, y habita. Il est celui qui fit reconnaître par les Anglais, l’indépendance des États-Unis, après avoir aidé secrètement les insurgés et ceux qui les aidaient, comme La Fayette ou Beaumarchais. Il a accueilli Benjamin Franklin dans son Hôtel lors de la période de la signature de l'Indépendance des États-Unisé

### No8: ancienne maison de Trudaine
Hôtel inscrit sur la liste des monuments historiques le 24 mars 1925. Maison dont les propriétaires étaient les tuteurs honoraires et onéraires de Charles-Louis Trudaine de Montigny et son frère Charles-Michel Trudaine de la Sablière, fils de Daniel-Charles Trudaine (1703-1769), intendant général des Finances et directeur des Ponts et Chaussées (1743). Les deux frères Trudaine appartenaient à la haute bourgeoisie libérale.
- Voir Portrait de Madame Marie-Louise Trudaine

#### Habitants célèbres de la maison
Au 8 bis, rue de Braque, s'élevait l'hôtel de Chaulnes, propriété de Henri de Lenoncourt (vers 1537-1584), chevalier des Ordres du Roi, maréchal des Camps et Armées du Roi, chevalier du Saint Esprit en 1580. Le seigneur de Lenoncourt y reçut le roi Henri III en février 1580 durant la foire de Saint-Germain.

### No9: ancienne maison deMmeCalley
François Chatelain (XVIIIe -début XIXe siècle), luthier et facteur de harpes, habita cette maison de 1760 à 1789, où se trouvaient ses ateliers. Il réalisa, associé à Sébastien Renault, des violons, des vielles, des altos, des cistres, des harpes, des violoncelles. Il reste aujourd’hui encore un alto recoupé par Chatelain, à Paris, en 1782,
.

### No10: ancienne maison deMllede Valory
Roussel-Doutre, maître orfèvre au XIXe siècle, habita cette maison.

### No11: ancienne maison de Bournigat
L’imposte de la porte d’entrée porte un monogramme du XVIIe siècle : HY. Cet immeuble comporte un escalier à balustrade en bois de style Louis XIII.
M. Bournigat était huissier du roi.
Sébastien Renault (XVIIIe siècle) résidait dans cette maison de 1760 à 1792 et y tenait ses ateliers de luthier. D’origine lorraine probablement, il fut l’associé de François Chatelain, comme en témoignent certaines étiquettes de ses instruments qui portent parfois le nom des deux luthiers et de leur enseigne : À la Renommée. Il reste encore aujourd’hui des harpes, des cistres et des vielles de lui dans des musées à Paris, à Bruxelles ou encore au Metropolitan Museum of Art de New York.

### No12(voirno14)
Voir no 14 de la rue de Braque.

### No14: hôtel de Testars (anciennes boucheries du Temple)

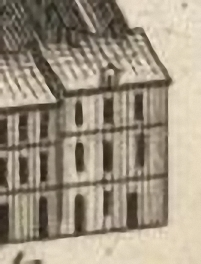
Hôtel de Testars, 14, rue de Braque en 1739.

Les maisons présentes aux nos 12 et 14 ont été bâties au XVIIe siècle.
Ces maisons sont situées à l’emplacement des anciennes boucheries des Templiers.
L’entrée de la maison du no 14, l’ancien hôtel de Testars, se fait au no 12 ; les nos 12 et 14 ayant été réunis intérieurement lors de leur restauration en 1995.

#### Chronologie
- En 1182 : l'ordre du Temple fait établir deux étals de boucherie, situés aux nos 14 et 12.
- En 1282[25] : après contestation de la Confrérie des bouchers de Paris sur le droit des Templiers à ces étals, le roi les maintient.
- En 1312 : l'Ordre du Temple est détruit.
- En 1348 : grande peste.
- En 1422[26] : construction de l'hôtel de Testars et de sa boucherie par Jean Testars.
- En 1559 : les boucheries dont les étals étaient situés rue de Braque sont désormais, pour des raisons d’espace, placés à l’angle rue du Temple, anciennement rue Sainte-Avoye.
- En 1640[27] : rebâti par M. de Turpin, chirurgien du duc d'Orléans Gaston de France, de la maison de pierre et colombage enduit que l’on trouve aujourd’hui. Le prieur de France Amador de La Porte, propriétaire du terrain, lui fit bail pour vingt-sept ans à 700 livres de redevances.
- En 1700[28] : la maison possède deux boutiques à son rez-de-chaussée. M. Drenot en est le propriétaire. Elle fait partie désormais de la censive du Roi, Louis XIV.
- En 1740[29] : Mme Veuve Bunon, sœur de Léonard Georget, mariée en 1740 à Paris Robert Bunon (1702-1748), dentiste de Mesdames et de la maison des Enfants du roi, demeura dans la maison, à la suite du décès de son mari. Elle est pharmacienne, et commercialise en juin 1748 les « remèdes de feu son mari, des élixirs & des opiats[29] ».
- En 1757[30] : Léonard Georget, seigneur d’Harnincourt (1715-1777), maître chirurgien, un des neuf médecins et chirurgiens ordinaires du roi habita cette maison vers 1757[31] Il fut membre de l’Académie royale de chirurgie, le 1er janvier 1757[32], membre de l’Université de Paris, conseiller vétéran du comité.
- En 1777[33] : le Journal de Paris du 30 avril 1777 nous apprend que Léonard Georget, seigneur d’Harnincourt décède le 28 avril 1777 à 6 heures du soir au coin de la rue de Braque et de la rue Sainte-Avoye.
- Entre 1779 et 1789[34] : Pierre Bruneau, seigneur de Maulevrier, demeure dans cette maison. Le précède Michel Robert Le Peletier des Forts, conseiller d’État. Charles-François Pajot de Juvisy, seigneur des Pavillons, gouverneur d’Auch, s'y installe peu avant 1789.
- En 1789 : prise de la Bastille.
- En 1840[35] : Jean Baptiste Lebrégeat (né en 1811 à Lieutadès [Cantal]), charbonnier, habitait au no 14. Il participa à la révolution de février 1848 qui mit fin à la monarchie de Juillet et donna naissance à la Deuxième République le 25 février 1848, et où il fut blessé.
- En 1995 : restauration des maisons de 1640.

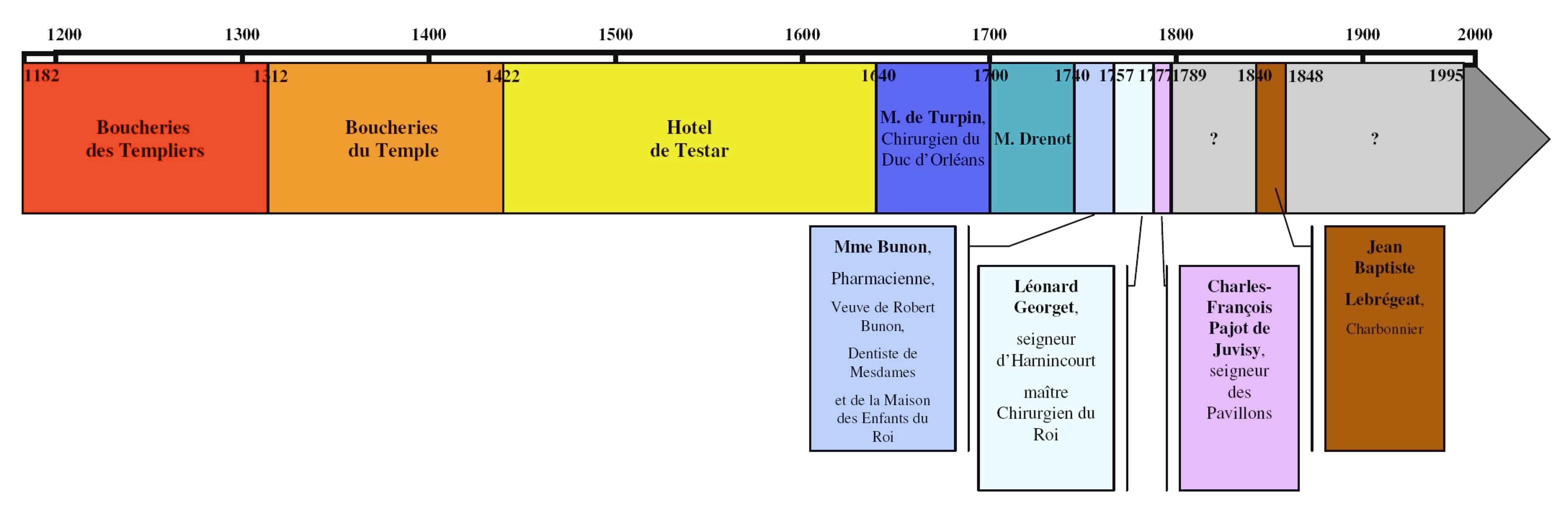
Chronologie des différents propriétaires du 14, rue de Braque, de 1182 à 1995.

#### Habitants célèbres de la maison
- M. de Turpin, chirurgien du duc d'Orléans Gaston de France, commanditaire de la maison en 1640.
- Léonard Georget, seigneur d’Harnincourt (1715-1777), maître chirurgien, un des neuf médecins et chirurgiens ordinaires du roi habitait cette maison vers 1757[31] Il fut membre de l’Académie royale de chirurgie, le 1er janvier 1757[32], membre de l’université de Paris, conseiller vétéran du comité… Le Journal de Paris du 30 avril 1777 nous apprend qu’il décéda le 28 avril 1777 à 6 heures du soir au coin de la rue de Braque et de la rue Sainte-Avoye[33].
- Mme veuve Bunon, sœur de Léonard Georget, mariée en 1740 à Paris Robert Bunon (1702-1748), dentiste de Mesdames et de la maison des Enfants du roi. Elle est pharmacienne, et commercialise en juin 1748 les remèdes de feu son mari, des élixirs & des opiats[29].
- Jean Baptiste Lebrégeat (né en 1811 à Lieutadès [Cantal]), charbonnier, habitait au no 14. Il participa à la révolution de février 1848 qui mit fin à la Monarchie de Juillet et donna naissance à la Deuxième République le 25 février 1848[35], où il fut blessé.

### Habitants célèbres de la rue
- Pierre Augustin Caron de Beaumarchais (1732-1799). Il habite la rue de Braque à partir de 1756, après avoir épousé à Saint-Nicolas-des-Champs Mme Madeleine-Catherine Aubertin de Beaumarchais, veuve Franquet, de dix ans son aînée, qui possédait la propriété de Beaumarchais à Valgrand (aujourd’hui Vert-le-Grand, près d’Arpajon).

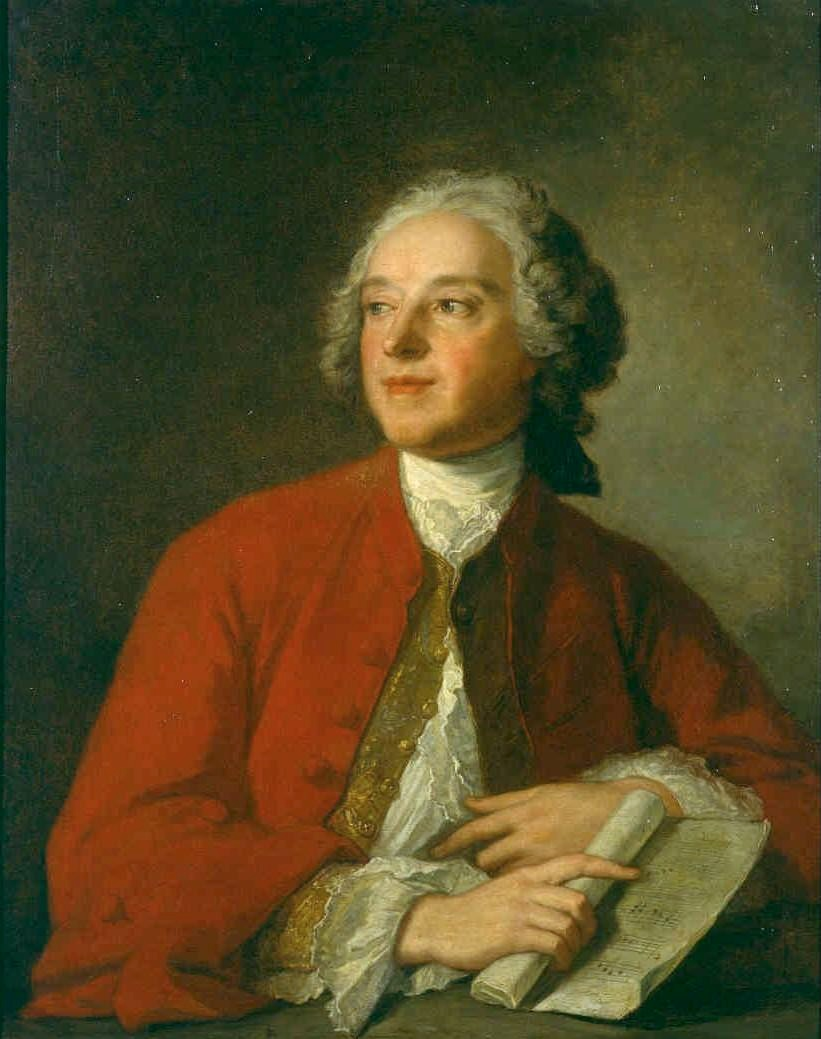
M. Caron de Beaumarchais.

- René Joachim Henri Dutrochet (1776-1847). Vers 1833, Dutrochet, après s’être marié avec Angélique Germain, riche veuve de 54 ans, s’installa à Paris dans l’hôtel particulier de son épouse, au 4 de la rue. L’hôtel devint un lieu de réunions scientifiques.
- Charles-Valentin Alkan Morhange (1813-1888) est né le 30 novembre 1813 rue de Braque. Il fut l’un des plus grands pianistes de l’époque romantique, et fut l’ami de Franz Liszt, César Franck, Alexandre Dumas, Zimmerman, George Sand, Chopin, Victor Hugo, Chopin, Delacroix et George Sand[36].
- Pierre Leclerc du Vivier (1530-1598). Conseiller et surintendant des finances des finances du cardinal Charles de Lorraine et du duc Philippe-Emmanuel de Lorraine, Pierre Leclerc du Vivier est aussi conseiller du roi de France.
- Jacques de Vassan maître ordinaire de l'hôtel du roi, trésorier des parties casuelles, conseiller du roi en ses conseils, capitaine des levrettes de la Chambre du roi[37]. Jacques de Vassan est aussi commissaire général des vivres, munitions et magasins de France[38]. Il habite près de l'hôtel des Guise, certainement un hôtel lui venant de son beau-père, Pierre Leclerc du Vivier.
- Charles comte de Vergennes, ministre des Affaires étrangères de Louis XVI, intendant général des Finances et neveu du ministre de Louis XVI. Il a accueilli Benjamin Franklin dans son hôtel[39] lors de la période de la signature de l'Indépendance des États-Unis.

## Pour approfondir